# Рутенбург, Давид Михайлович
Давид Михайлович Рутенбург (27 декабря 1889, Невель Витебской губернии — 7 марта 1961, Ленинград) — советский отоларинголог. Доктор медицинских наук, профессор.

## Биография
Родился 27 декабря 1889 года[по какому календарю?] в Невеле.
После окончания в 1914 году медицинского факультета Киевского университета, до 1918 года работал в Петроградском университете усовершенствования врачей. Затем, до 1921 года, служил в армии.
В 1935 году организовал и руководил до конца жизни кафедрой болезней уха, горла и носа Ленинградского педиатрического медицинского института; в 1936 году вместе с ассистентом кафедры Ф. Э. Щегловой приступил к организации детского оториноларингологического отделения на 35 коек.
В 1942—1944 годах был в эвакуации с Военно-морской медицинской академией в Кирове.
Был первым деканом хирургического факультета ленинградского ГИДУВа.
Является автором более 90 научных работ.
Разработал и ввёл в повседневную практику эндоназальный способ операции гипофиза, хирургическое лечение при паратонзиллярном абсцессе, болезни Меньера, щадящие хирургические методы при опухолях гортани, эндоуральную хирургию уха, закрытый способ лечения при абсцессах мозга и мозжечка, лечение папилломатоза у детей.
Первым в СССР начал разработку и внедрение в практику операции тимпанопластики при хронических гнойных и адгезивный отитах.
Был членом правления ВНОЛО и РНОЛО, организатором и председателем детской секции Ленинградского общества отоларингологов, членом редсовета журнала «ВОРЛ».
Умер в Ленинграде 7 марта 1961 года.

## Сочинения
- «Воспалительное заболевание внутреннего уха» // В кн.: Руководство для врачей. — Киев, 1937.
- «Хирургические болезни носа и придаточных пазух». — 1949;
- «Хирургические болезни глотки, гортани, бронхов и пищевода». — 1954.

## Семья
Сын Михаил Давидович Рутенбург (1925—?). Родился в Ленинграде. Окончил 1-й ЛМИ им. И. П. Павлова, затем аспирантуру в НИИ нейрохирургии им. Поленова. После защиты кандидатской диссертации уехал работать в Благовещенск, где, по воспоминаниям его коллег, был он тогда первым и единственным в области хирургом — кандидатом медицинских наук. Работая нейрохирургом, делал операции на позвоночнике по удалению грыжи — эту тему и взял для докторской диссертации, но, по
неизвестным причинам, работу над ней не окончил. Работал в Новокузнецке и в Свердловске, где 12 июня 1958 года родился сын Григорий, также ставший хирургом. Михаил Давидович некоторое время работал в НИИ шахтерской травмы в Прокопьевске; затем вернулся в Благовещенск. Свою трудовую деятельность закончил в должности патентоведа в НИИ пульмонологии СО РАМН.